# Powódź w Poznaniu (1578)
Powódź w Poznaniu w 1578 – powódź, która nawiedziła Poznań w Wielkanoc 1578.
Klęska nawiedziła Poznań w święta wielkanocne, zalewając większość przedmieść i samo miasto. Woda (Warta wezbrała do około 8–9 metrów) dostała się m.in. do katedry, kościoła Bożego Ciała, bernardyńskiego, dominikańskiego, farnego i jezuickiego. Fara została do tego stopnia uszkodzona, że nabożeństwa aż do Zielonych Świąt odprawiano w Wadze Miejskiej. Liczba ofiar nie jest znana.